# Paroisse de Saint-Jacques (Nouveau-Brunswick)
Pour les articles homonymes, voir Saint-Jacques.
La paroisse de Saint-Jacques est à la fois une paroisse civile et un ancien ancien district de services locaux (DSL) canadien du comté de Madawaska, au nord-ouest de la province canadienne du Nouveau-Brunswick. Le 1er janvier 2023, une partie a été fusionnée à la cité d'Edmundston, et une autre au district rural du Nord-Ouest.

## Géographie

Situation de Saint-Jacques dans le comté de Madawaska.

Saint-Jacques est situé sur la rive gauche du fleuve Saint-Jean. Val-Lambert est en partie compris dans la paroisse de Baker-Brook.
La paroisse comprend les hameaux de Ennemmond, Grandmaison, Moulin-Morneault, Patrieville, Petite-Rivière-à-la-Truite, Quatre-Coins, Rivière-à-la-Truite et Sweeney Settlement.
La paroisse de Saint-Jacques est généralement considérée comme faisant partie de l'Acadie, quoique l'appartenance des Brayons à l'Acadie fasse l'objet d'un débat.

## Histoire
La paroisse civile est érigée en 1877. Les berges de la rivière Madawaska sont colonisées à la fin du XVIIIe siècle, vraisemblablement par des Acadiens originaires de Saint-Basile, alors appelé Madawaska. Patrieville est fondé par des Acadiens en 1878 grâce à la Free Grants Act (Loi sur les concession gratuites). La localité est aussi peuplée de quelques Irlandais de Silver Stream et de Clair. Toutes les autres localités de la paroisse sont fondées par des Acadiens. Plourde est fondé peu avant 1879 grâce à la même loi, et colonisé par des gens originaires de la vallée du fleuve Saint-Jean.
La municipalité du comté de Madawaska est dissoute en 1966. La paroisse de Saint-Jacques devient un district de services locaux en 1967. Moulin-Morneault est l'une des localités organisatrices du Ve Congrès mondial acadien en 2014.

## Démographie
| 2001  | 2006  | 2011  | 2016  |
| ----- | ----- | ----- | ----- |
| 1 715 | 1 607 | 1 599 | 1 596 |

## Économie
Entreprise Madawaska, membre du Réseau Entreprise, a la responsabilité du développement économique.

## Administration

### Comité consultatif
En tant que district de services locaux, la paroisse de Saint-Jacques est en théorie administré directement par le Ministère des Gouvernements locaux du Nouveau-Brunswick, secondé par un comité consultatif élu composé de cinq membres dont un président. Il n'y a actuellement aucun comité consultatif.

### Commission de services régionaux
La paroisse de Saint-Jacques fait partie de la Région 1, une commissions de services régionaux (CSR) devant commencer officiellement ses activités le 1er janvier 2013. Contrairement aux municipalités, les DSL sont représentés au conseil par un nombre de représentants proportionnels à leur population et leur assiette fiscale. Ces représentants sont élus par les présidents des DSL mais sont nommés par le gouvernement s'il n'y a pas assez de présidents en fonction. Les services obligatoirement offerts par les CSR sont l'aménagement régional, l'aménagement local dans le cas des DSL, la gestion des déchets solides, la planification des mesures d'urgence ainsi que la collaboration en matière de services de police, la planification et le partage des coûts des infrastructures régionales de sport, de loisirs et de culture; d'autres services pourraient s'ajouter à cette liste.

### Représentation et tendances politiques
Nouveau-Brunswick: Saint-Jacques fait partie de la circonscription provinciale de Madawaska-les-Lacs, qui est représentée à l'Assemblée législative du Nouveau-Brunswick par Yvon Bonenfant, du Parti progressiste-conservateur. Il fut élu en 2010.
 Canada: Saint-Jacques fait partie de la circonscription fédérale de Madawaska—Restigouche, qui est représentée à la Chambre des communes du Canada par Jean-Claude D'Amours, du Parti libéral. Il fut élu lors de la 38e élection générale, en 2004, puis réélu en 2006 et en 2008.

## Vivre dans la paroisse de Saint-Jacques
Le détachement de la Gendarmerie royale du Canada le plus proche est à Clair. Le bureau de poste le plus proche est quant à lui à Edmundston. Le poste d'Ambulance Nouveau-Brunswick le plus proche est aussi à Edmundston. L'hôpital régional d'Edmundston dessert la région.
Les francophones bénéficient du quotidien L'Acadie nouvelle, publié à Caraquet, ainsi qu'à l'hebdomadaire L'Étoile, de Dieppe. Ils ont aussi accès aux hebdomadaires Le Madawaska et La République, d'Edmundston. Les anglophones bénéficient des quotidiens Telegraph-Journal, publié à Saint-Jean, et The Daily Gleaner, publié à Fredericton.